# ديناصورات مدرعة عريضة
الديناصورات المدرعة العريضة (الاسم العلمي:†Thyreophoroidea) هي أصنوفة عليا منقرضة من العظائيات تتبع رتيبة الديناصورات المدرعة من رتبة طيريات الورك.

## التصنيف
- عريضات الأرجل
  - †الأنكيلوصوريات
    - †العظايا المدملكة
      - †لص اللحم